# قارنجة بزرغ (أختاتشي محالي)
قارنجة بزرغ (بالفارسية: قارنجه‌بزرگ) هي قرية تقع في إيران في أذربيجان الغربية. يقدر عدد سكانها بـ 415 نسمة بحسب إحصاء 2016.